# Amalaberga
Amalaberga († nach 540) war die Tochter Amalafridas, der Schwester des Herrschers der Ostgoten, Theoderichs des Großen. Amalafrida war zweimal verheiratet; wahrscheinlich stammte Amalaberga aus der ersten Ehe ihrer Mutter.
Die Kinder der Schwester Theoderichs – Theodahad und Amalaberga – blieben in Italien unter der Obhut des Ostgotenkönigs Theoderich zurück, als sich Amalafrida zu ihrem zweiten Gemahl, Vandalenkönig Thrasamund, nach Nordafrika begab.
Auf Geheiß ihres Onkels Theoderich wurde Amalaberga noch im Kindesalter zwischen 506 und 510 mit dem Thüringerkönig Herminafried verheiratet, um eine ostgotische Allianz gegen die expandierenden Franken zu schaffen. Der Pakt zwischen den Thüringern und Ostgoten hatte bis nach Theoderichs Tod Bestand.
Wahrscheinlich war Amalaberga arianische Christin. Ihrem Mann Herminafried  gebar sie einen Sohn, Amalafrid, und eine Tochter unbekannten Namens. Laut der unglaubwürdigen Darstellung des Gregor von Tours habe Amalaberga ihren Gatten zum Mord an einem seiner beiden Brüder aufgestachelt, indem sie den Tisch nur halb gedeckt und dazu bemerkt haben soll, wer nur die Hälfte seines Reichs beherrsche, verdiene auch, dass die eine Hälfte seines Tisches leer bleibe.
Nachdem das Reich der Thüringer im Kampf gegen Theuderich I. und Chlothar I.  zwischen 531 und 534 untergegangen war und Herminafried 534 ermordet worden war, flüchtete Amalaberga zusammen mit ihren Kindern zuerst nach Ravenna zu ihrem Bruder, dem Ostgotenkönig Theodahad. Dieser wurde 536 abgesetzt und auf Befehl seines Nachfolgers Witiges umgebracht. Nach Witiges’ Niederlage gegen Belisar (540) musste Amalaberga mit ihren Kindern ihre Exilierung nach Konstantinopel erleben.
Das Todesjahr Amalabergas ist nicht überliefert. Ihre Tochter machte Kaiser Justinian zur Gattin des Langobardenkönigs Audoin.